# ماریانو پیکولی
ماریانو پیکولی (ایتالیایی: Mariano Piccoli؛ زادهٔ ۱۱ سپتامبر ۱۹۷۰) دوچرخه‌سوار اهل ایتالیا است. وی در مسابقات جیرو دیتالیا شرکت کرده است.